# Сланцевский район
Сла́нцевский муниципа́льный райо́н — административно-территориальная единица и муниципальное образование в составе Ленинградской области.
Административный центр — город Сланцы.

## География
Район расположен на юго-западе Ленинградской области в междуречье Нарвы и Луги. Площадь района — 2191,1 км².
Граничит:
- на севере — с Кингисеппским муниципальным районом;
- на северо-востоке — с Волосовским муниципальным районом;
- на востоке — с Лужским муниципальным районом;
- на юге — с Псковской областью (Гдовский и Плюсский районы);
- на западе — государственная граница с Эстонией.

Расстояние от административного центра района до Санкт-Петербурга — 175 км.

## История
11 марта 1941 года в результате разукрупнения Кингисеппского и Гдовского районов в составе Ленинградской области был образован Сланцевский район с центром в рабочем посёлке Сланцы. В состав района вошли из Гдовского района рабочий посёлок Сланцы и 7 сельсоветов: Выскатский, Новосельский, Пелешский, Польский, Попково-Горский, Рудненский, Савиновщинский; из Кингисеппского района 1 сельсовет — Черновский.
9 апреля 1945 года на территории переданной из состава Эстонской ССР были образованы Загривский и Плюсский сельсоветы.
24 декабря 1952 года были ликвидированы два сельсовета: Польский и Плюсский.
16 июня 1954 года в результате укрупнения были упразднены Рудненский, Савиновщинский сельсоветы.
10 декабря 1958 года город Сланцы был отнесён к категории городов областного подчинения.
2 августа 1961 года в состав района были включены 12 сельсоветов из ликвидированного Осьминского района: Будиловский, Заручьевский, Захонский, Лесоскинский, Лужецкий, Николаевский, Осьминский, Поречский, Рельский, Самровский, Сара-Горский, Старопольский.
1 февраля 1963 года район был упразднён, а его территория была передана в состав Кингисеппского сельского района (11 сельсоветов) и Лужского сельского района (7 сельсоветов).
3 ноября 1965 года Сланцевский район был восстановлен, из Кингисеппского района в его состав были переданы 9 сельсоветов: Выскатский, Загривский, Заручьевский, Ложголовский, Новосельский, Пелешский, Поречский, Старопольский, Черновский.
По данным 1973 года в состав района входили 10 сельсоветов (образован Попковогорский сельсовет).
По данным 1990 года в состав района входили 7 сельсоветов (упразднены Заручьевский, Ложголовский, Пелешский, Попковогорский, Поречский сельсоветы, образованы Гостицкий и Овсищенский сельсоветы).
18 января 1994 года постановлением главы администрации Ленинградской области № 10 «Об изменениях административно-территориального устройства районов Ленинградской области» изменено название административно-территориальной единицы «сельсовет» на исторически традиционное наименование административно-территориальной единицы России «волость», таким образом в составе района было организовано 7 волостей.
17 апреля 1996 года после принятия областного закона № 9-ОЗ «Об административно-территориальном устройстве Ленинградской области» Сланцевский район получил статус муниципального образования.
С 1 января 2006 года в соответствии с областным законом № 47-оз от 1 сентября 2004 года «Об установлении границ и наделении соответствующим статусом муниципального образования Сланцевский муниципальный район и муниципальных образований в его составе» в составе района образованы 1 городское и 6 сельских поселений (Овсищенская волость упразднена), город Сланцы вошел в состав района как городское поселение.

## Местное самоуправление

### Органы местного самоуправления
Местное самоуправление в районе осуществляется на основании устава.
Представительным органом местного самоуправления является совет депутатов. В него входят по 2 представителя от каждого поселения района: глава поселения и один из депутатов, избранный советом депутатов поселения из своих рядов. Совет депутатов района возглавляет глава района, выбираемый советом из своих рядов. С 21 декабря 2011 года главой района являлся Шеренков Пётр Павлович. С 2014 года главой района являлась Чистова Марина Борисовна. С 2018 года главой района является Кравченко Валерий Васильевич.
Исполнительным органом местного самоуправления является администрация. Глава администрации назначается советом депутатов из числа кандидатов, отобранных специальной конкурсной комиссией, члены которой назначаются советом депутатов района и губернатором Ленинградской области. С 5 августа 2013 года исполняющим обязанности главы администрации района являлся Александр Александрович Хопёрский. С 2014 года главой администрации района являлся Фёдоров Игорь Николаевич. С 2018 года исполняющим обязанности главы администрации района Чистова Марина Борисовна.

## Демография
| 1959    | 1970    | 1979    | 1989    | 2002    | 2006    | 2009    | 2010    | 2011    |
| ------- | ------- | ------- | ------- | ------- | ------- | ------- | ------- | ------- |
| 7322    | ↗10 672 | ↘10 412 | ↗10 974 | ↘10 480 | ↗45 400 | ↘44 606 | ↘43 523 | ↗43 540 |
| 2012    | 2013    | 2014    | 2015    | 2016    | 2017    | 2018    | 2019    | 2020    |
| ↘43 456 | ↗43 575 | ↘43 469 | ↗43 892 | ↘43 599 | ↘43 229 | ↘42 791 | ↘42 494 | ↘42 296 |
| 2021    | 2023    | 2024    | 2025    |         |         |         |         |         |
| ↗45 902 | ↘45 192 | ↘44 406 | ↘43 720 |         |         |         |         |         |

| Год  | Население, чел. | Источник           | В том числе гор. Сланцы, чел. |
| ---- | --------------- | ------------------ | ----------------------------- |
| 1959 | 42 624          | Перепись 1959 года | 35 303                        |
| 1970 | 51 818          | Перепись 1970 года | 41 146                        |
| 1979 | 52 715          | Перепись 1979 года | 42 303                        |
| 1989 | 54 061          | Перепись 1989 года | 43 087                        |
| 2002 | 47 851          | Перепись 2002 года | 37 371                        |
| 2010 | 43 523          | Перепись 2010 года | 34 347                        |

### Урбанизация
В городских условиях (город Сланцы) проживают 75,44 % населения района.

### Национальный состав
По итогам переписи населения 2020 года проживали следующие национальности (национальности менее 0,1 % и другое, см. в сноске к строке «Другие»):
| Национальность | Численность, чел. | Доля     |
| -------------- | ----------------- | -------- |
| Русские        | 41 284            | 89,94 %  |
| Киргизы        | 396               | 0,86 %   |
| Таджики        | 370               | 0,81 %   |
| Украинцы       | 305               | 0,66 %   |
| Узбеки         | 246               | 0,54 %   |
| Белорусы       | 234               | 0,51 %   |
| Азербайджанцы  | 153               | 0,33 %   |
| Армяне         | 110               | 0,24 %   |
| Казахи         | 88                | 0,19 %   |
| Татары         | 60                | 0,13 %   |
| Другие         | 2656              | 5,79 %   |
| Итого          | 45 902            | 100,00 % |

## Муниципально-территориальное устройство
Сланцевский муниципальный район как административно-территориальная единица делится на 7 поселений, как муниципальное образование — включает 7 муниципальных образований нижнего уровня, в том числе 1 городское поселение и 6 сельских поселений.
| № | Поселение                        | Административный центр | Количество населённых пунктов | Население (чел.) | Площадь (км²) |
| - | -------------------------------- | ---------------------- | ----------------------------- | ---------------- | ------------- |
| 1 | Сланцевское городское поселение  | город Сланцы           | 9                             | ↘34 127          | 301,77        |
| 2 | Выскатское сельское поселение    | деревня Выскатка       | 28                            | ↘2222            | 301,54        |
| 3 | Гостицкое сельское поселение     | деревня Гостицы        | 8                             | ↗1516            | 65,73         |
| 4 | Загривское сельское поселение    | деревня Загривье       | 10                            | ↘980             | 180,91        |
| 5 | Новосельское сельское поселение  | деревня Новоселье      | 34                            | ↘1753            | 286,73        |
| 6 | Старопольское сельское поселение | деревня Старополье     | 57                            | ↗2415            | 671,05        |
| 7 | Черновское сельское поселение    | деревня Монастырёк     | 10                            | ↘707             | 383,36        |

### Населённые пункты
В Сланцевском районе 156 населённых пунктов.
| №   | Населённый пункт | Тип                  | Население | Муниципальное образование        |
| --- | ---------------- | -------------------- | --------- | -------------------------------- |
| 1   | Березняк         | деревня              | ↘15       | Гостицкое сельское поселение     |
| 2   | Большая Боровня  | деревня              | ↗41       | Черновское сельское поселение    |
| 3   | Большая Руя      | деревня              | ↗69       | Выскатское сельское поселение    |
| 4   | Большие Поля     | деревня              | →589      | Сланцевское городское поселение  |
| 5   | Большие Рожки    | деревня              | ↗27       | Выскатское сельское поселение    |
| 6   | Бор              | деревня              | ↗11       | Старопольское сельское поселение |
| 7   | Борисова Гора    | деревня              | ↘0        | Старопольское сельское поселение |
| 8   | Борки            | деревня              | ↘14       | Выскатское сельское поселение    |
| 9   | Буряжки          | деревня              | ↘7        | Старопольское сельское поселение |
| 10  | Велетово         | деревня              | →4        | Старопольское сельское поселение |
| 11  | Великое Село     | деревня              | ↗42       | Новосельское сельское поселение  |
| 12  | Вервино          | хутор                | ↘9        | Черновское сельское поселение    |
| 13  | Воронино         | деревня              | ↗4        | Новосельское сельское поселение  |
| 14  | Вороново         | деревня              | ↗26       | Черновское сельское поселение    |
| 15  | Втроя            | деревня              | ↘49       | Загривское сельское поселение    |
| 16  | Выскатка         | деревня              | ↗1737     | Выскатское сельское поселение    |
| 17  | Вязище           | деревня              | ↘0        | Выскатское сельское поселение    |
| 18  | Гаянщина         | деревня              | ↗11       | Выскатское сельское поселение    |
| 19  | Глазова Гора     | деревня              | →0        | Выскатское сельское поселение    |
| 20  | Говорово         | деревня              | →1        | Старопольское сельское поселение |
| 21  | Горбово          | деревня              | ↘6        | Выскатское сельское поселение    |
| 22  | Горка            | деревня              | ↘11       | Выскатское сельское поселение    |
| 23  | Гостицы          | деревня              | →1176     | Гостицкое сельское поселение     |
| 24  | Гостицы          | местечко             | ↗20       | Гостицкое сельское поселение     |
| 25  | Гусева Гора      | деревня              | ↗264      | Новосельское сельское поселение  |
| 26  | Данилово         | деревня              | ↘2        | Старопольское сельское поселение |
| 27  | Дворище          | деревня              | ↗12       | Выскатское сельское поселение    |
| 28  | Демешкин Перевоз | деревня              | ↗106      | Гостицкое сельское поселение     |
| 29  | Деткова Гора     | деревня              | ↘1        | Старопольское сельское поселение |
| 30  | Дретно           | деревня              | ↘6        | Старопольское сельское поселение |
| 31  | Дубо             | деревня              | ↘0        | Старопольское сельское поселение |
| 32  | Дубок            | деревня              | ↗129      | Новосельское сельское поселение  |
| 33  | Дубок            | деревня              | ↘3        | Старопольское сельское поселение |
| 34  | Жаворонок        | деревня              | →0        | Старопольское сельское поселение |
| 35  | Ждовля           | деревня              | ↘5        | Новосельское сельское поселение  |
| 36  | Жилино           | деревня              | ↘5        | Новосельское сельское поселение  |
| 37  | Заберезье        | деревня              | ↘1        | Выскатское сельское поселение    |
| 38  | Заборожка        | деревня              | ↗31       | Выскатское сельское поселение    |
| 39  | Загорье          | деревня              | ↗23       | Старопольское сельское поселение |
| 40  | Загривье         | деревня              | ↘729      | Загривское сельское поселение    |
| 41  | Зажупанье        | деревня              | ↗4        | Старопольское сельское поселение |
| 42  | Заклепье         | деревня              | ↗35       | Старопольское сельское поселение |
| 43  | Закуп            | деревня              | ↘3        | Выскатское сельское поселение    |
| 44  | Залесье          | деревня              | ↘41       | Выскатское сельское поселение    |
| 45  | Замошье          | деревня              | ↗79       | Старопольское сельское поселение |
| 46  | Заовражье        | деревня              | ↗105      | Новосельское сельское поселение  |
| 47  | Заручье          | деревня              | ↗30       | Старопольское сельское поселение |
| 48  | Засосье          | деревня              | ↗6        | Старопольское сельское поселение |
| 49  | Засторонье       | деревня              | →5        | Новосельское сельское поселение  |
| 50  | Захрелье         | деревня              | ↘1        | Новосельское сельское поселение  |
| 51  | Заяцково         | деревня              | ↘1        | Новосельское сельское поселение  |
| 52  | Изборовье        | деревня              | ↗32       | Новосельское сельское поселение  |
| 53  | Ищево            | деревня              | ↘1        | Сланцевское городское поселение  |
| 54  | Ищево            | посёлок ж.д. станции | ↗24       | Черновское сельское поселение    |
| 55  | Казино           | деревня              | ↗34       | Выскатское сельское поселение    |
| 56  | Каменец          | деревня              | ↘2        | Новосельское сельское поселение  |
| 57  | Каменка          | деревня              | ↘11       | Сланцевское городское поселение  |
| 58  | Карино           | деревня              | →15       | Старопольское сельское поселение |
| 59  | Кислино          | деревня              | ↗32       | Новосельское сельское поселение  |
| 60  | Китково          | деревня              | ↘5        | Старопольское сельское поселение |
| 61  | Климатино        | деревня              | ↗15       | Новосельское сельское поселение  |
| 62  | Клин             | деревня              | ↘13       | Выскатское сельское поселение    |
| 63  | Козья Гора       | деревня              | →2        | Старопольское сельское поселение |
| 64  | Коленец          | деревня              | ↘1        | Старопольское сельское поселение |
| 65  | Кологриво        | деревня              | ↗84       | Старопольское сельское поселение |
| 66  | Кондуши          | деревня              | ↗13       | Загривское сельское поселение    |
| 67  | Кошелевичи       | деревня              | →24       | Старопольское сельское поселение |
| 68  | Кривицы          | деревня              | ↗38       | Выскатское сельское поселение    |
| 69  | Кукин Берег      | деревня              | ↗16       | Загривское сельское поселение    |
| 70  | Куклина Гора     | деревня              | ↘10       | Выскатское сельское поселение    |
| 71  | Куреши           | деревня              | ↗18       | Старопольское сельское поселение |
| 72  | Куричек          | деревня              | ↗33       | Новосельское сельское поселение  |
| 73  | Кушела           | деревня              | ↗48       | Выскатское сельское поселение    |
| 74  | Леонтьевское     | деревня              | ↘13       | Новосельское сельское поселение  |
| 75  | Лесище           | деревня              | ↘2        | Старопольское сельское поселение |
| 76  | Ликовское        | деревня              | ↗23       | Старопольское сельское поселение |
| 77  | Ложголово        | деревня              | ↘45       | Старопольское сельское поселение |
| 78  | Лосева Гора      | деревня              | ↘8        | Старопольское сельское поселение |
| 79  | Луг              | деревня              | ↘2        | Новосельское сельское поселение  |
| 80  | Лужицы           | деревня              | ↘1        | Новосельское сельское поселение  |
| 81  | Лужки            | деревня              | ↗6        | Старопольское сельское поселение |
| 82  | Малафьевка       | деревня              | ↘4        | Новосельское сельское поселение  |
| 83  | Малые Поля       | деревня              | ↗44       | Сланцевское городское поселение  |
| 84  | Малышева Гора    | деревня              | ↗36       | Новосельское сельское поселение  |
| 85  | Марино           | деревня              | ↘1        | Старопольское сельское поселение |
| 86  | Марьково         | деревня              | →8        | Новосельское сельское поселение  |
| 87  | Медвежек         | деревня              | ↗47       | Черновское сельское поселение    |
| 88  | Межник           | деревня              | ↗5        | Старопольское сельское поселение |
| 89  | Менюши           | деревня              | ↗17       | Старопольское сельское поселение |
| 90  | Местово          | деревня              | ↘5        | Выскатское сельское поселение    |
| 91  | Мокреди          | деревня              | ↗42       | Загривское сельское поселение    |
| 92  | Монастырёк       | деревня              | ↘152      | Черновское сельское поселение    |
| 93  | Морди            | деревня              | ↗42       | Старопольское сельское поселение |
| 94  | Наволок          | деревня              | ↘1        | Новосельское сельское поселение  |
| 95  | Нагинщина        | деревня              | →3        | Выскатское сельское поселение    |
| 96  | Надруя           | деревня              | ↗8        | Новосельское сельское поселение  |
| 97  | Намежки          | деревня              | →2        | Новосельское сельское поселение  |
| 98  | Нарница          | деревня              | ↘6        | Старопольское сельское поселение |
| 99  | Негуба           | деревня              | ↗12       | Новосельское сельское поселение  |
| 100 | Новая Нива       | деревня              | ↘4        | Новосельское сельское поселение  |
| 101 | Новоселье        | деревня              | ↗698      | Новосельское сельское поселение  |
| 102 | Новый            | посёлок              | ↗5        | Старопольское сельское поселение |
| 103 | Овсище           | деревня              | ↗837      | Старопольское сельское поселение |
| 104 | Отрадное         | деревня              | ↘48       | Загривское сельское поселение    |
| 105 | Пананицы         | деревня              | →0        | Выскатское сельское поселение    |
| 106 | Пантелейково     | деревня              | ↗8        | Выскатское сельское поселение    |
| 107 | Патреева Гора    | деревня              | ↘10       | Выскатское сельское поселение    |
| 108 | Пелеши           | деревня              | ↘21       | Гостицкое сельское поселение     |
| 109 | Пенино           | деревня              | ↘0        | Старопольское сельское поселение |
| 110 | Перебор          | деревня              | ↘16       | Выскатское сельское поселение    |
| 111 | Переволок        | деревня              | ↘48       | Загривское сельское поселение    |
| 112 | Перегреб         | деревня              | ↗5        | Старопольское сельское поселение |
| 113 | Перницы          | деревня              | ↘9        | Новосельское сельское поселение  |
| 114 | Песвицы          | деревня              | ↘33       | Выскатское сельское поселение    |
| 115 | Печурки          | деревня              | ↘19       | Сланцевское городское поселение  |
| 116 | Плешево          | деревня              | ↗8        | Старопольское сельское поселение |
| 117 | Подлесье         | деревня              | ↘8        | Старопольское сельское поселение |
| 118 | Подпорожек       | деревня              | ↗44       | Гостицкое сельское поселение     |
| 119 | Попкова Гора     | деревня              | ↗110      | Выскатское сельское поселение    |
| 120 | Поречье          | деревня              | ↘70       | Старопольское сельское поселение |
| 121 | Пустынька        | деревня              | →2        | Новосельское сельское поселение  |
| 122 | Радовель         | деревня              | ↘28       | Загривское сельское поселение    |
| 123 | Растило          | деревня              | ↘2        | Старопольское сельское поселение |
| 124 | Рожновье         | деревня              | ↗20       | Старопольское сельское поселение |
| 125 | Романовщина      | деревня              | →0        | Черновское сельское поселение    |
| 126 | Рудница          | деревня              | ↘0        | Старопольское сельское поселение |
| 127 | Рудно            | деревня              | ↗79       | Новосельское сельское поселение  |
| 128 | Русско           | деревня              | ↘12       | Старопольское сельское поселение |
| 129 | Рыжиково         | деревня              | ↗26       | Новосельское сельское поселение  |
| 130 | Савиновщина      | деревня              | ↘51       | Выскатское сельское поселение    |
| 131 | Селково          | деревня              | ↗4        | Старопольское сельское поселение |
| 132 | Сельхозтехника   | посёлок              | ↗246      | Гостицкое сельское поселение     |
| 133 | Сижно            | деревня              | ↗72       | Сланцевское городское поселение  |
| 134 | Скамья           | деревня              | ↗20       | Загривское сельское поселение    |
| 135 | Сланцы           | город                | ↘32 984   | Сланцевское городское поселение  |
| 136 | Соболец          | деревня              | ↗5        | Старопольское сельское поселение |
| 137 | Сорокино         | деревня              | ↘4        | Старопольское сельское поселение |
| 138 | Сосновка         | деревня              | ↘74       | Сланцевское городское поселение  |
| 139 | Старополье       | деревня              | ↗823      | Старопольское сельское поселение |
| 140 | Степановщина     | деревня              | ↗97       | Загривское сельское поселение    |
| 141 | Столбово         | деревня              | ↘7        | Старопольское сельское поселение |
| 142 | Струитино        | деревня              | →1        | Старопольское сельское поселение |
| 143 | Тихвинка         | деревня              | ↗5        | Черновское сельское поселение    |
| 144 | Тухтово          | деревня              | ↘4        | Гостицкое сельское поселение     |
| 145 | Усадище          | деревня              | ↘3        | Старопольское сельское поселение |
| 146 | Фёдорово Поле    | деревня              | ↘0        | Старопольское сельское поселение |
| 147 | Филатово         | деревня              | ↗53       | Новосельское сельское поселение  |
| 148 | Филево           | деревня              | ↗7        | Старопольское сельское поселение |
| 149 | Хотило           | деревня              | ↗22       | Старопольское сельское поселение |
| 150 | Хрель            | деревня              | ↘7        | Новосельское сельское поселение  |
| 151 | Черно            | деревня              | ↘9        | Черновское сельское поселение    |
| 152 | Черновское       | посёлок              | ↗427      | Черновское сельское поселение    |
| 153 | Чудская Гора     | деревня              | ↘19       | Старопольское сельское поселение |
| 154 | Шавково          | деревня              | ↗57       | Новосельское сельское поселение  |
| 155 | Шакицы           | деревня              | ↘24       | Старопольское сельское поселение |
| 156 | Шахта № 3        | посёлок              | ↗94       | Сланцевское городское поселение  |

### Упразднённые населённые пункты
28 декабря 2004 года в связи с отсутствием жителей был упразднён посёлок при железнодорожной станции Вервёнка.

## Экономика
В районе работают сельскохозяйственные и промышленные предприятия. Существуют предприятия химической отрасли, промышленности строительных материалов. Работают два цементных завода.

## Инфраструктура

### Транспорт
По территории района проходят автодороги:
- 41К-005 (Псков — Краколье)
- 41К-020 (Сижно — Будилово — Осьмино)
- 41К-027 (Старополье — Осьмино)
- 41К-161 (Ликовское — Новый — Овсище)
- 41К-162 (Заручье — Шавково)
- 41К-163 (Менюши — Каменец)
- 41К-164 (Сланцы — Втроя)
- 41К-165 (Ищево — Сижно)
- 41К-188 (Гостицы — Большая Пустомержа)
- 41К-774 (подъезд к деревне Кривицы)
- 41К-776 (подъезд к дер. Подлесье)
- 41К-777 (подъезд к дер. Пенино)
- 41К-778 (подъезд к дер. Велетово)
- 41К-779 (подъезд к дер. Морди)
- 41К-780 (Старополье — Карино)
- 41К-782 (Новоселье — Засторонье)
- 41К-783 (Попкова Гора — Казино)
- 41К-788 (подъезд к дер. Монастырёк)
- 41К-789 (подъезд к дер. Черно)
- 41К-790 (подъезд к дер. Большая Боровня)
- 41К-793 (Большие Поля — ур. Пустой Конец)
- 41К-794 (Гусева Гора — Малышева Гора)
- 41К-795 (Заяцково — Жилино)
- 41К-796 (Поречье — Подлесье)
- 41К-797 (Лесище — Дубо)
- 41К-798 (Большая Руя — Большие Рожки)
- 41К-800 (Черно —  Черновское)
- 41К-801 (Пелеши — Березняк)
- 41К-803 (Казино — Дворище)
- 41К-804 (Патреева Гора — Савиновщина)
- 41К-805 (Клин — Заборожка)
- 41К-807 (Рудно — Пустынька — Рыжиково)
- 41К-809 (Гусева Гора — Куричек)
- 41К-810 (Кологриво — Лосева Гора — Заручье)
- 41К-811 (Заручье — Говорово)
- 41К-812 (Филево — Перегреб)
- 41К-813 (Негуба — Жаворонок)
- 41К-814 (Старополье — Соболец)
- 41К-815 (Рудница — Марино)
- 41К-816 (Пенино — Дретно — Коленец)
- 41К-817 (Выскатка — Песвицы — Перебор)

Общая протяженность автомобильных дорог составляет 1874,44 км.

## Достопримечательности
- Каменный крест в деревне Ложголово (Старопольское сельское поселение) на месте, на котором по легенде явился людям Георгий Победоносец (находится внутри часовни)
- Церковь Георгия Победоносца в деревне Ложголово (архитектор А. Комаров, 1835 год)
- Ольгин Крест. Здесь находился один из древнейших погостов Северо-Запада Руси. В 957 году великая Киевская княгиня Ольга объезжая свои владения, в честь своего спасения, установила крест и утвердила на этих землях христианство. Сам крест находился в храме. Во время Великой Отечественной войны храм был взорван. На месте его развалин в наши дни установлен металлический поклонный крест, почитаемый паломниками.

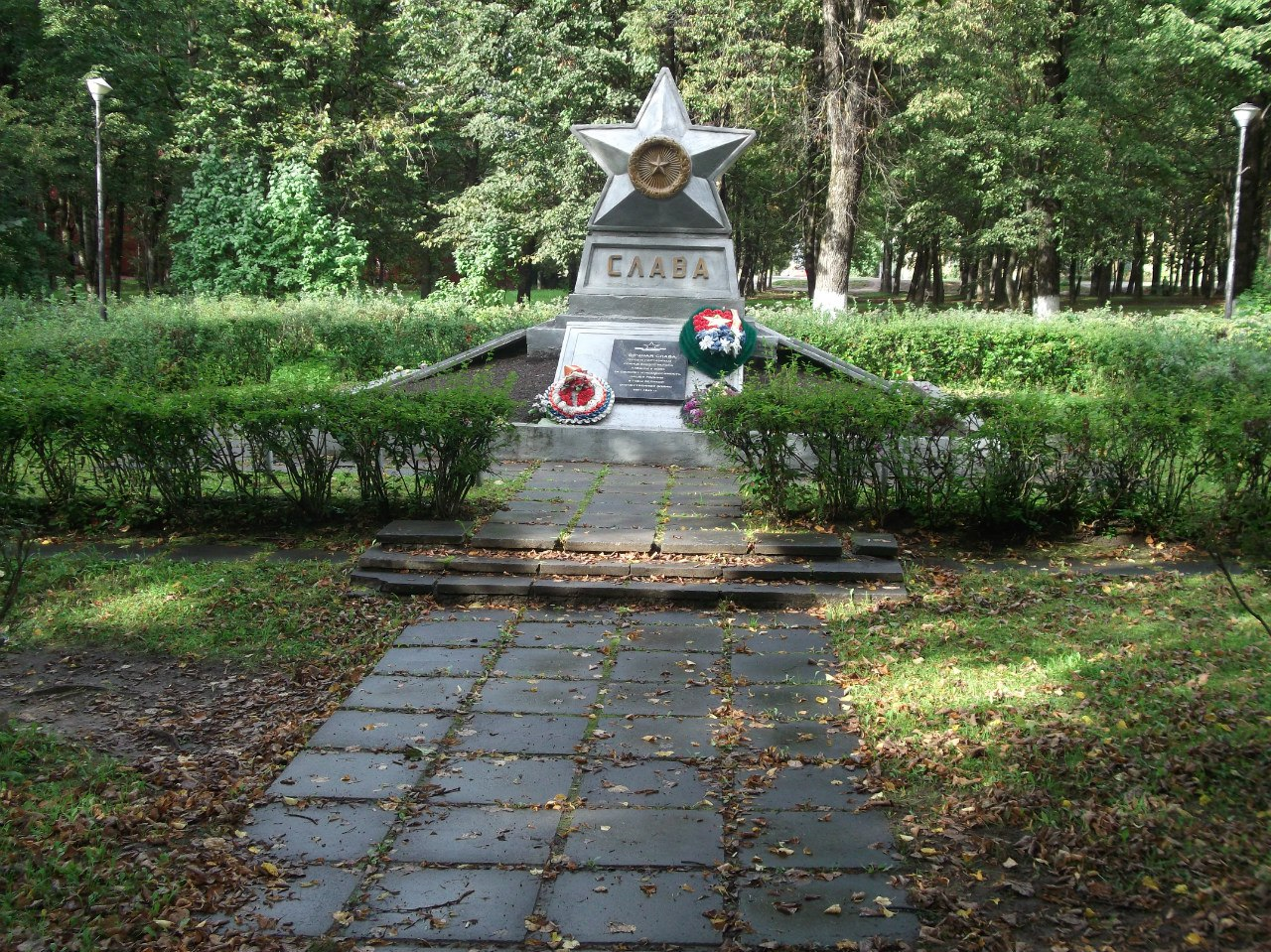
Памятник «Слава»

- Памятник «Слава». г. Сланцы.

## Средства массовой информации
В районе издаётся общественно-политическая газета «Знамя труда».

## Известные уроженцы и жители
- Маслов Константин Васильевич (1892—1938) — советский военачальник, военный лётчик, участник Первой мировой и Гражданской войн, командующий ВВС Сибирского и Забайкальского военных округов, комдив. Уроженец деревни Местово Выскатского сельского поселения. За участие в военном заговоре расстрелян в 1938 году. Посмертно реабилитирован в 1956 году. Является основателем военного гарнизона и городка Монино Московской области.
- Матвеев, Геннадий Алексеевич (1920—1962, 1969) — полный кавалер ордена Славы.
- Савельев, Константин Иванович (1918—1943) — советский офицер, танкист-ас, участник Великой Отечественной войны, Герой Советского Союза. Родился в деревне Овсище.